# Entre mil dudas
«Entre mil dudas» es una canción del grupo español Fangoria, incluida en su cuarto álbum de estudio Arquitectura efímera (2004). Producida por Fangoria y Carlos Jean, se puso a la venta como cuarto y último sencillo del álbum bajo el sello GASA, el 27 de enero de 2005. Inspirada por la música de  grandes divas del pop, la canción retrata la obsesión y la efimeridad de las relaciones.

## Antecedentes y composición
«Entre mil dudas» se inspira en el estilo de las grandes divas del pop, con una estructura que recuerda a Mónica Naranjo. Sin embargo, el grupo decidió alejarse de la interpretación exagerada típica de este tipo de voces. Prefirieron un enfoque más sobrio y contenido, con voces graves que transmitiesen emoción sin caer en el histrionismo.  Aunque la canción pudo haberse producido con una fórmula ya probada, similar a clásicos como «A quién le importa» o «Sobreviviré», Fangoria se negó a repetir sonidos del pasado, especialmente de los años 80. 
En cuanto a la letra, el tema central gira en torno a la obsesión y la efimeridad de las relaciones amorosas. Se reconoce que los vínculos son muchas veces pasajeros, pero aún así existe un deseo constante de encontrar algo que perdure. Esa contradicción se vivió como una tragedia personal, especialmente para Nacho y Alaska, quienes se describieron como «eternamente dubitativos». La frase final, «me arrancaría el alma», resume esa intensidad emocional, y conecta con la pasión dramática de artistas como Camilo Sesto.

## Lista de canciones y formatos
| Sencillo promocional en CD publicado en España |                   |          |  |
| N.º                                            | Título            | Duración |  |
| 1.                                             | «Entre mil dudas» | 4:18     |  |

| Sencillo en CD publicado en España |                                   |          |  |
| N.º                                | Título                            | Duración |  |
| 1.                                 | «Entre mil dudas» (Versión Álbum) | 4:18     |  |
| 2.                                 | «Entre mil dudas» (Spam Remix)    | 7:18     |  |
| 3.                                 | «Carne, huesos y tú» (vs. Sôber)  | 7:52     |  |

| Edición vinilo de 12" publicado en España |                                   |          |  |
| N.º                                       | Título                            | Duración |  |
| 1.                                        | «Entre mil dudas» (Versión Álbum) | 4:18     |  |
| 2.                                        | «Entre mil dudas» (Spam Remix)    | 7:18     |  |
| 3.                                        | «Carne, huesos y tú» (vs. Sôber)  | 7:52     |  |

## Posicionamiento en listas

### Semanales
| País (lista)        | Posición |
| ------------------- | -------- |
| España (Promusicae) | 3        |

## Créditos y personal
| - Alaska: voz, composición, producción - Ignacio Canut: composición, producción - Fernando Delgado: composición - Manuel Ríos: composición - Mauro Canut: composición - Pablo Sycet: composición | - Carlos Jean: producción, coros, teclado, guitarra - José Luis Crespo: grabación, masterización, mezcla - Ger Espada: coros - Rubén Suárez: coros - Carles Congost: fotografía |

Fuentes: Discogs y notas del sencillo en CD de «Entre mil dudas».